# John Fekner

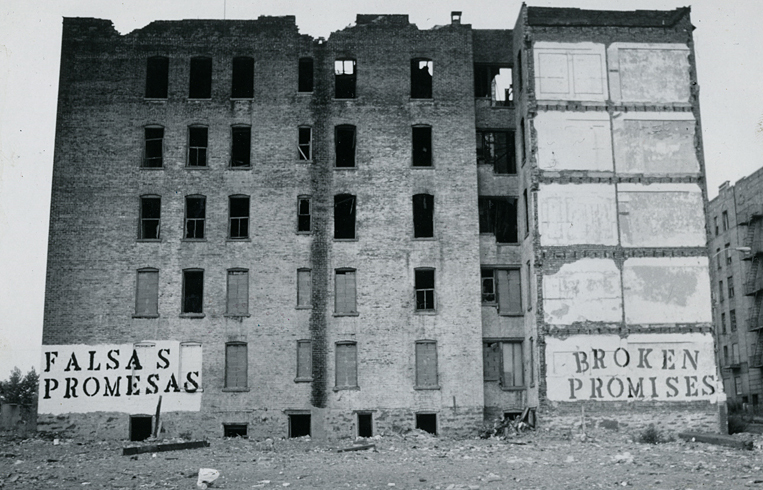
"BROKEN PROMISES / FALSAS PROMESAS",
Charlotte Street, New York City, 1980.

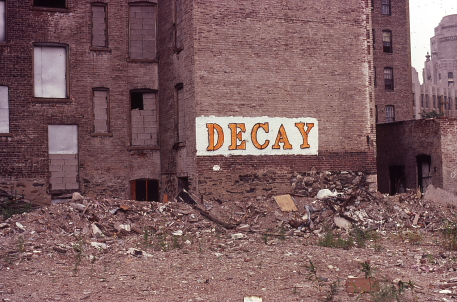
"DECAY", Charlotte Street, New York City, August, 1980.

John Fekner (* 1950 in New York City) ist ein US-amerikanischer Multimedia-Künstler, Komponist und Fotograf. Er gestaltete hunderte ökologische und konzeptuelle Grafiken bestehend aus schablonierten Worten und Symbolen in den Vereinigten Staaten, Deutschland, Schweden, Kanada und England unter freiem Himmel. Als Vorreiter in der Streetart-Bewegung malte Fekner 1968 die Worte „Itchycoo Park“ in großen, weißen Lettern auf ein leer stehendes Gebäude im Gorman Park, New York City. Während eines Kunstprojektes im Jahre 2012, hat John Fekner ein Selbstporträt, in Form von einem Schriftzug, angefertigt: „He Was Simply A Guy Who Painted Messages In The Street.“
Fekner selbst bezeichnete sich in Zeiten vor dem Label Street Art als „environmental conceptual artist“. Viele seiner höchst ortsspezifischen Werke drehen sich um Erinnerung. Fekner gilt als der erste Street Artist, der (ab 1979) riesenformatige Werke illegal im Außenraum schuf. Früher dran war nur Zygmunt Piotrowski in Warschau 1978.

## Werk
John Fekner kann auf ein breites Spektrum an Arbeiten zurückblicken, die er während seiner beruflichen Laufbahn erschaffen hat und die möglicherweise auf den ersten Blick belanglos erscheinen. Er ist ein Künstler, der alles, was für ihn wichtig erscheint in Bewegung setzt, um eine Vision oder Botschaft zu vermitteln und dessen Arbeit sich kontinuierlich verändert, sobald seine Vision wächst. Fekners Interessenschwerpunkte reichen von allgemeinen Konzepten der Wahrnehmung und Wandlung über spezifischen ökologischen und soziologischen Angelegenheiten, wie Stadtverfall, Armut, Bildung, toxische Chemikalien, Werbung, Massenmedien, Geistlichkeit bis hin zur Geschichte der Ureinwohner Amerikas. Mittlerweile gibt es auch Projekte, die speziell für das Internet kreiert wurden. Zu seinen Werken zählt Fekner Gemälde, Skulpturen, computergenerierte Video- und Audio-Arbeiten sowie diverse Online-Projekte. Er ist bekannt für mehr als dreihundert „ökologisch/konzeptuelle“ Arbeiten, welche sich aus Daten, Wörtern, Symbolen, Schablonen und Outdoor-Werken zusammensetzen. Viele Werke von John Fekner, vor allem die Stencils, sind in Kooperation mit anderen Künstlern entstanden. In New York arbeitete er zum Beispiel mit Don Leicht. An einem anderen Projekt arbeitete John Fekner mit DAZE und in Berlin zusammen.

## Diskografie

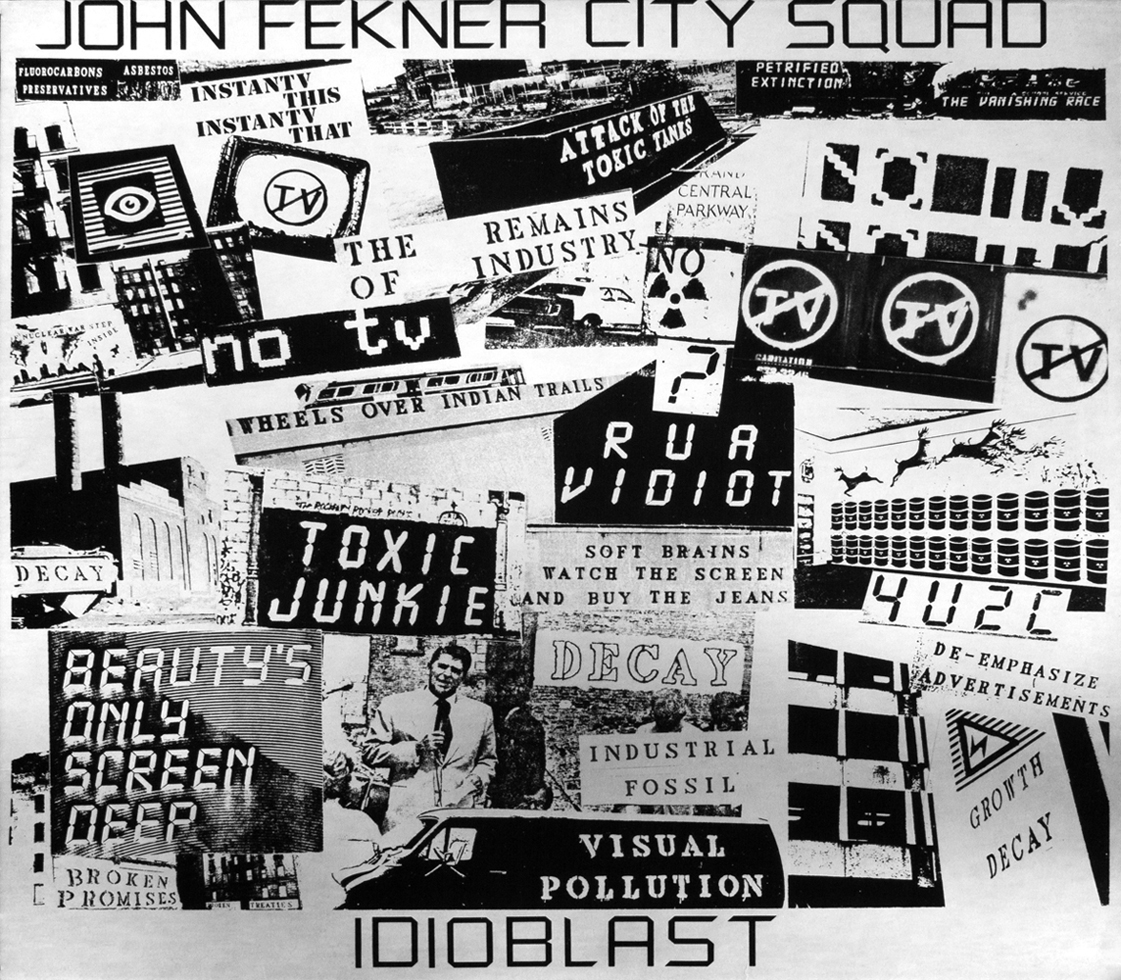
John Fekner City Squad, - Idioblast 1984, LP

| JOHN FEKNER CITY SQUAD                                           | Jahr | Format | Format | VINYL GRIDLOCK RECORDS 33 1\|3 rpm                                                                                     |
| JOHN FEKNER CITY SQUAD                                           | Jahr | LP     | EP     | VINYL GRIDLOCK RECORDS 33 1\|3 rpm                                                                                     |
| ---------------------------------------------------------------- | ---- | ------ | ------ | --- |
| 2 4 5 7 9 11/Rock Steady (ASCAP)                                 | 1983 |        | ♦      | VG#10538/10539 |
| Idioblast 8 songs (ASCAP)                                        | 1984 | ♦      |        | VG#10541-A/10542-B |
| Another 4 Years                                                  | 1984 |        |        | VG#10555 Flexidisc |
| Cassette Gazette 9 songs (Same as Idioblast plus E Z Gee Jammin) | 1985 |        |        | Audio cassette/Photography book. 62 pages. Produced by Fran Kuzui, Published by B-Sellers, Japan                       |
| I Get Paid To Clap (ASCAP)                                       | 1985 |        |        | VG#10569 Flexidisc Released in „Between C & D“ Magazine, NYC                                                           |
| Concrete People (ASCAP)                                          | 1986 |        | ♦      | VG#33331/44442 |
| The Beat (89 Remix)                                              | 1989 |        |        | VG#678 Flexidisc |
| When The Future Collides With History                            | 1989 |        |        | VG#679 Unreleased-Video soundtrack only.                                                                               |
| Oil Drum Mix (ASCAP)                                             | 1999 |        |        | Listed as Final Concerto Oil Drum Mix on David Wojnarowicz-Optic Nerve (CD-ROM). Produced by the Red Hot Organization. |
| LPEPMP3-Selections (ASCAP)                                       | 2008 |        |        | 13 track album release as mp3 available on iTunes Plus.                                                                |
| Another 4 Years (Edit/Elect08)                                   | 2008 |        |        | mp3 available on iTunes                                                                                                |

## Galerie

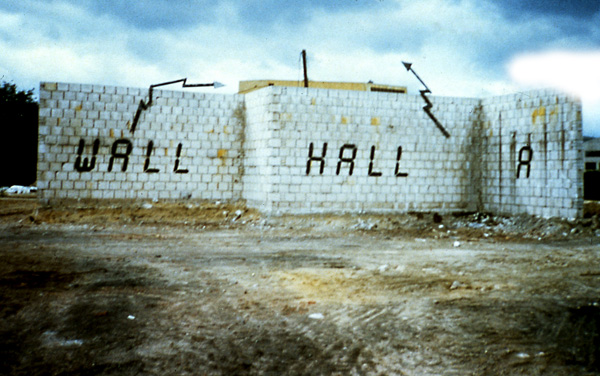
John Fekner & Peter Mönnig Berlin Deutschland
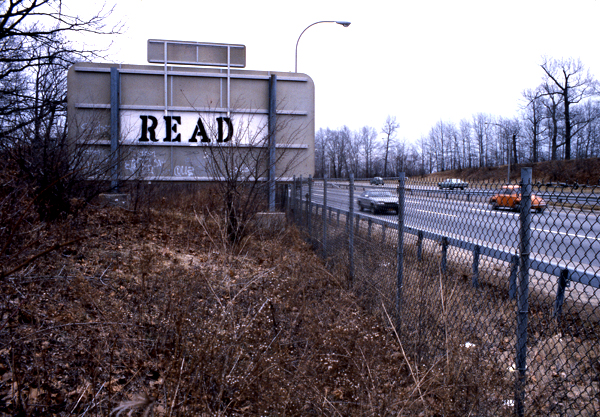
John Fekner  New York City Vereinigte Staaten
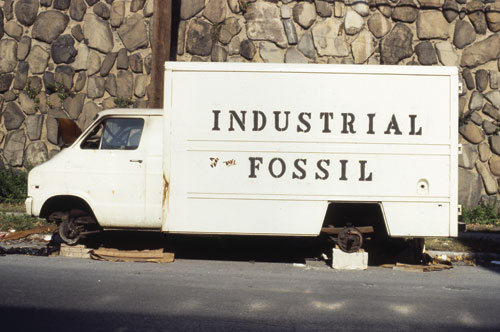
John Fekner  New York City Vereinigte Staaten
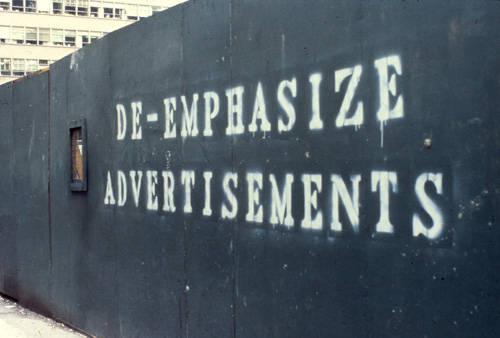
John Fekner  New York City Vereinigte Staaten
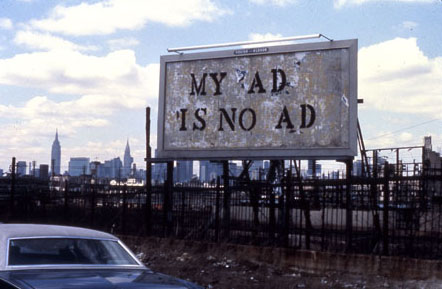
John Fekner  New York City Vereinigte Staaten
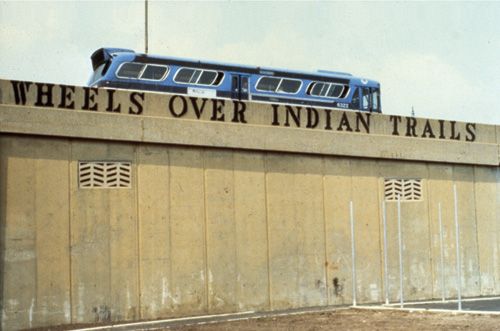
John Fekner  New York City Vereinigte Staaten